# Landsverk L-5
Ландсверк Л-5 (швед. Landsverk L-5) или Стридсвагн Л-5 (швед. Stridsvagn L-5 (Landsverk 5), stridsvagn — танк) — шведский лёгкий колёсно-гусеничный танк. Разработан компанией «Ландсверк» (швед. «Landsverk») в 1929 году при немецком финансировании и с участием немецких специалистов. L-5 стал первым танком, произведённым компанией «Ландсверк».

## История создания
В 1929 году в Швеции было собрано 6 колёсно-гусеничных танков Landsverk L-5. Танки были разработаны немецким инженером Отто Меркером (нем. Otto Merker), их узлы изготавливались в Германии, а сборка осуществлялась в Швеции компанией «Ландсверк» (швед. «Landsverk»). Один из этих танков был отправлен в Германию, другие пять остались в Швеции. Модель оказалась слишком хрупкой и в серийное производство не пошла. Дальнейшим развитием концепции колёсно-гусеничного танка был L-30.

## Описание конструкции

### Броневой корпус и башня
Корпус и башня L-5 собирались из листов катанной брони способом заклёпочного соединения.

### Вооружение
Вооружение L-5 состояло из одной пушки калибра 37 мм и двух пулемётов калибра 9 мм. Боекомплект танка включал 200 выстрелов к пушке и 2000 патронов к пулемётам.